# Mamba Jamesona
Mamba Jamesona (Dendroaspis jamesoni) – gatunek jadowitego węża z rodziny zdradnicowatych (Elapidae), zamieszkujący lasy tropikalne środkowej i zachodniej części Afryki.